# 22P/Kopff
La Cometa Kopff, formalmente 22P/Kopff, è una cometa periodica del Sistema solare, appartenente alla famiglia delle comete gioviane e scoperta il 23 agosto 1907 da August Kopff dall'osservatorio di Konigstuhl, ad Heidelberg, in Germania.
La cometa non fu osservata nel successivo ritorno, previsto per il 1912-1913, ma fu recuperata nel 1919 ed è stata osservata ad ogni ritorno da allora.
Un incontro ravvicinato con Giove (0,57 UA) nel 1943 ne ridusse la distanza perielica, da 1,68 ad 1,50 UA, ed il periodo orbitale, da 6,54 a 6,18 anni, determinando un notevole incremento nella luminosità raggiunta nell'apparizione del 1945 rispetto ai valori registrati nelle apparizioni precedenti. La cometa raggiunse una magnitudine massima di 8,5.
Nel ritorno del 1951 fu osservato un repentino incremento di luminosità di due magnitudini in prossimità della data del perielio. La cometa raggiunse una magnitudine massima di 10,5.
Un nuovo incontro ravvicinato con Giove (0,17 UA) nel 1954 ha determinato lievi incrementi nella distanza perielica e nel periodo orbitale. Tuttavia, l'incontrò anche ha determinato una drastica variazione dell'orbita e la cometa è stata recuperata il 25 giugno 1958 principalmente grazie al lavoro di Felicjan Kępiński.
Nell'apparizione del 1996 la cometa ha raggiunto la settima magnitudine. Ciò è stato reso possibile da un avvicinamento al nostro pianeta sei giorni dopo il transito al perielio. La cometa è transitata a 0,565 UA dalla Terra l'8 luglio 1996.